# Липинського, 4
Буди́нок із каріати́дами — київський прибутковий будинок на вулиці Липинського, 4, оздоблений на рівні четвертого поверху каріатидами. Зведений за проєктом архітектора Миколи Горденіна.
Ефектний та оригінальний зразок київського ренесансу. Наказом Головного управління охорони культурної спадщини № 10/38-11 від 25 червня 2011 року внесений до обліку пам'яток архітектури та містобудування

## Історія

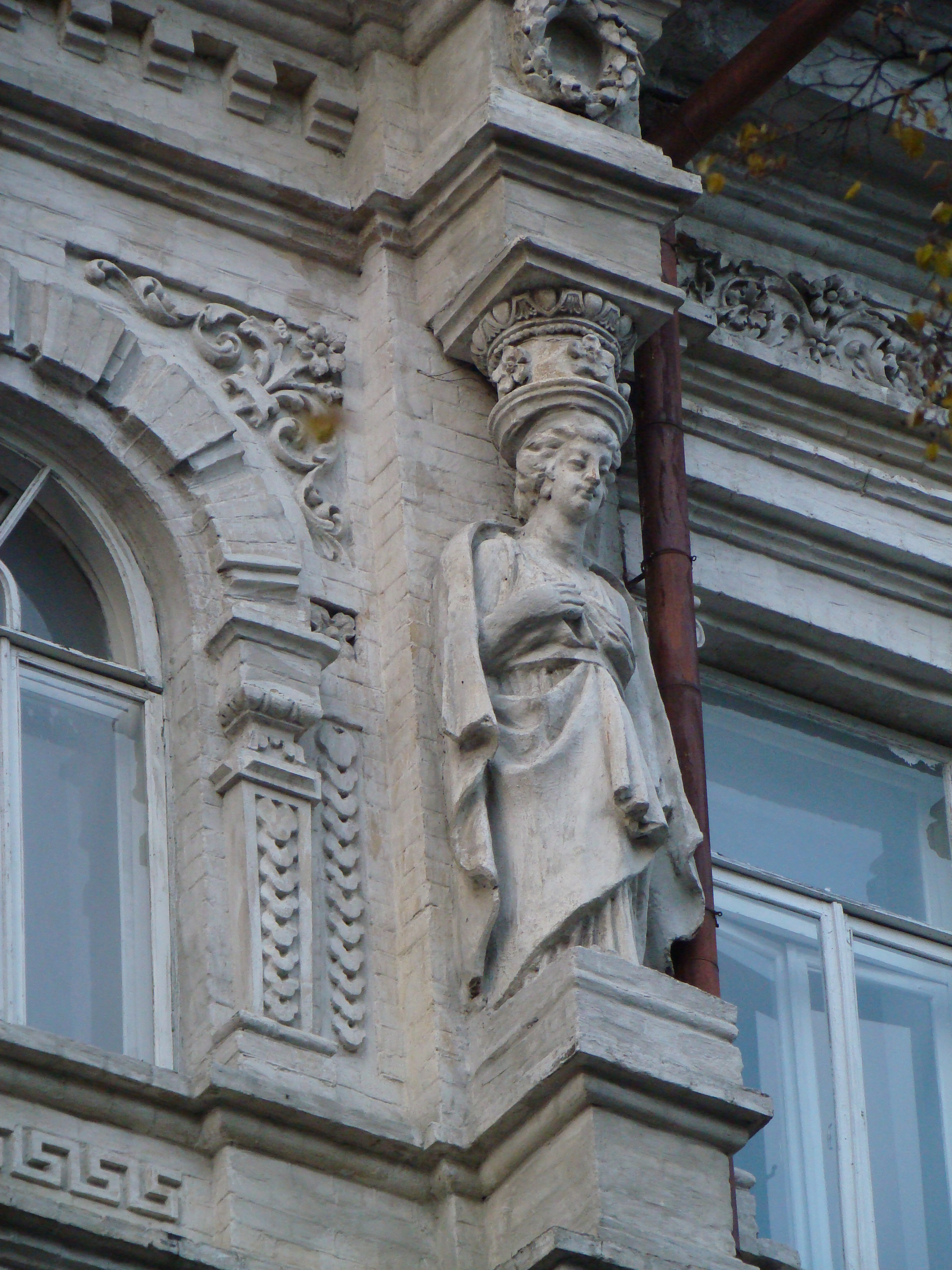
Каріатида

Забудова використовувалась як прибутковий комплекс із приміщеннями, призначеними для житла та установ.

## Архітектура
Будинок оформлений у стилі еклектики з елементами неоренесансу. 
У плані наближений до прямокутного. Чотириповерховий із підвалом, цегляний, двосекційний. Дві секції — симетричні відносно центральної осі. Розкріповка підкреслена півциркульною в'їзною аркою і прямокутним аттиком. Розкріповку фланковано на рівні другого—третього поверхів здвоєними лопатками, на рівні четвертого поверху — парами жіночих напівпостатей у вигляді герм. Ще дві розкріповки, що відповідають парадним входам, оформлено однаково: фланковано на рівні другого—третього поверхів тричвертєвими коринфськими колонами, на рівні четвертого — каріатидами і завершено криволінійними аттиками з пальметами. 
Вікна в розкріповках — високі, з півциркульними перемичками. Карниз розкріпований, фриз оздоблений ліпленим рослинним орнаментом. В оформленні віконних прорізів використано пілястри зі спрощеними доричними, коринфськими та іонічними капітелями. Простінки вікон другого поверху декоровано орнаментом з голівками путті, між вікнами третього — імітацією лицарських гербів. Площину фасаду першого поверху рустовано. 
Замковий камінь в'їзної арки прикрашено лев'ячою маскою в картуші, у вхідних порталах вміщено жіночі маскарони. Декоративне оздоблення доповнюють опуклі огородження балконів. Над лівим входом — піддашок на ажурних кронштейнах. 

## Установи
- Посольство Лівану в Україні